# Ascenso LPF Clausura 2016
La Liga Nacional de Ascenso Clausura 2016, fue la finalización de la temporada 2015-16 de la segunda división de Panamá. Buscando mayor competencia y que los equipos tengan más posibilidades de obtener puntos se cambió del formato de grupos al de todos contra todos.
Este torneo arrancó el viernes 13 de febrero de 2016 y el ganador fue el Santa Gema FC que superó al Colón C-3 en tanda de penales en el partido final disputado el sábado 4 de junio de 2016 en el Estadio Maracaná, y el mismo obtiene medio boleto para disputar la próxima temporada en la categoría máxima del fútbol nacional VS el Santa Gema FC perdiendo al final.irónicamente ambos equipos fueron a la LPF por la desaparición del Chepo FC.

## Equipos
| \| Equipo \| Ciudad \| \| --------------------------------- \| ------------------ \| \| NY Colon \| Colón \| \| SD Panamá Oeste \| Arraiján \| \| CAI de la Chorrera \| Chorrera \| \| CD Centenario \| Penonomé \| \| Colón C3 \| Ciudad de Colón \| \| Sport West FC \| Arraiján \| \| Deportivo Municipal San Miguelito \| Panamá \| \| Tierra Firme F.C. \| San Miguelito \| \| Río Abajo FC \| Panamá \| \| SUNTRACS \| San Miguelito \| \| Atlético Veragüense \| Veraguas \| \| Santa Gema FC \| Arraijan \| \| Chiriquí Occidente \| Chiriquí Occidente \| \| Costa del Este FC \| Panamá \| - En cursiva ganador de la Copa Rommel Fernández 2014-15. |                    |
| Equipo | Ciudad             |
| NY Colon | Colón              |
| SD Panamá Oeste | Arraiján           |
| CAI de la Chorrera | Chorrera           |
| CD Centenario | Penonomé           |
| Colón C3 | Ciudad de Colón    |
| Sport West FC | Arraiján           |
| Deportivo Municipal San Miguelito | Panamá             |
| Tierra Firme F.C. | San Miguelito      |
| Río Abajo FC | Panamá             |
| SUNTRACS | San Miguelito      |
| Atlético Veragüense | Veraguas           |
| Santa Gema FC | Arraijan           |
| Chiriquí Occidente | Chiriquí Occidente |
| Costa del Este FC | Panamá             |

### Cambios de Nombres
- Club Deportivo Vista Alegre a Sport West FC

## Tabla General
|  |     | Equipos de fútbol                 | PJ | Pts |
|  | --- | --------------------------------- | -- | --- |
|  | 1.  | Atlético Veragüense               | 13 | 26  |
|  | 2.  | Colón C-3                         | 13 | 26  |
|  | 3.  | Deportivo Municipal San Miguelito | 13 | 24  |
|  | 4.  | CAI de la Chorrera                | 13 | 23  |
|  | 5.  | Santa Gema FC                     | 13 | 22  |
|  | 6.  | Costa del Este FC                 | 13 | 22  |
|  | 7.  | Sport West FC                     | 13 | 21  |
|  | 8.  | NY Colon                          | 13 | 19  |
|  | 9.  | Tierra Firme FC                   | 13 | 17  |
|  | 10. | CD Centenario                     | 13 | 16  |
|  | 11. | Río Abajo FC                      | 13 | 16  |
|  | 12. | SD Panamá Oeste                   | 13 | 13  |
|  | 13. | SUNTRACS FC                       | 13 | 11  |
|  | 14. | Chiriquí Occidente FC             | 13 | 1   |

### Fase Final
|  | Cuartos de final                  | Cuartos de final              | Cuartos de final              |   |                    | Semifinales               | Semifinales               | Semifinales               |  |                     | Final      | Final      | Final      |  |
|  | 6/8 de abril - 13/15 de abril     | 6/8 de abril - 13/15 de abril | 6/8 de abril - 13/15 de abril |   |                    | 21 de abril - 28 de abril | 21 de abril - 28 de abril | 21 de abril - 28 de abril |  |                     | 4 de junio | 4 de junio | 4 de junio |  |
|  |                                   |                               |                               |   |                    |                           |                           |                           |  |                     |            |            |            |  |
|  |                                   |                               |                               |   |                    |                           |                           |                           |  |                     |            |            |            |  |
|  | Santa Gema FC                     | 2                             | 1(2)                          |   |                    |                           |                           |                           |  |                     |            |            |            |  |
|  | Santa Gema FC                     | 2                             | 1(2)                          |   |                    |                           |                           |                           |  |                     |            |            |            |  |
|  | CAI de la Chorrera                | 1                             | 1(4)                          |   |                    |                           |                           |                           |  |                     |            |            |            |  |
|  | CAI de la Chorrera                | 1                             | 1(4)                          |   | CAI de la Chorrera | 0                         | 0                         |                           |  |                     |            |            |            |  |
|  |                                   |                               |                               |   | CAI de la Chorrera | 0                         | 0                         |                           |  |                     |            |            |            |  |
|  |                                   |                               | Atlético Veragüense           | 1 | 2                  |                           |                           |                           |  |                     |            |            |            |  |
|  | NY FC                             | 0                             | Atlético Veragüense           | 1 | 2                  | 1                         |                           |                           |  |                     |            |            |            |  |
|  | NY FC                             | 0                             |                               |   |                    |                           |                           |                           |  |                     |            |            |            |  |
|  | Atlético Veragüense               | 2                             | 1                             |   |                    |                           |                           |                           |  |                     |            |            |            |  |
|  | Atlético Veragüense               | 2                             | 1                             |   |                    |                           |                           |                           |  | Atlético Veragüense | 0          | [1]        |            |  |
|  |                                   |                               |                               |   |                    |                           |                           |                           |  | Atlético Veragüense | 0          | [1]        |            |  |
|  |                                   |                               | Colón C-3                     | 0 | [0]                |                           |                           |                           |  |                     |            |            |            |  |
|  | Costa del Este FC                 | 0                             | Colón C-3                     | 0 | [0]                | 1                         |                           |                           |  |                     |            |            |            |  |
|  | Costa del Este FC                 | 0                             |                               |   |                    |                           |                           |                           |  |                     |            |            |            |  |
|  | Deportivo Municipal San Miguelito | 0                             | 0                             |   |                    |                           |                           |                           |  |                     |            |            |            |  |
|  | Deportivo Municipal San Miguelito | 0                             | 0                             |   | Costa del Este FC  | 1                         | 2                         |                           |  |                     |            |            |            |  |
|  |                                   |                               |                               |   | Costa del Este FC  | 1                         | 2                         |                           |  |                     |            |            |            |  |
|  |                                   |                               | Colón C-3                     | 1 | 3                  |                           |                           |                           |  |                     |            |            |            |  |
|  | Sport West FC                     | 1                             | Colón C-3                     | 1 | 3                  | 3(4)                      |                           |                           |  |                     |            |            |            |  |
|  | Sport West FC                     | 1                             |                               |   |                    |                           |                           |                           |  |                     |            |            |            |  |
|  | Colón C-3                         | 1                             | 3(5)                          |   |                    |                           |                           |                           |  |                     |            |            |            |  |
|  | Colón C-3                         | 1                             | 3(5)                          |   |                    |                           |                           |                           |  |                     |            |            |            |  |
|  |                                   |                               |                               |   |                    |                           |                           |                           |  |                     |            |            |            |  |

## Final
| 4 de junio de 2016, 18:06 (UTC-5) | Atlético Veragüense | 1:0' | Colón C-3 | Estadio Maracaná de Panamá, Panamá |             |
|                                   | Edgar Espinosa 107' |      |           | Árbitro(s):                        | Árbitro(s): |

## Campeón
|                               |
| Panamá                        |
| Atlético Veragüense 1º título |